# Tossalets (Gavet de la Conca)
Tossalets és una muntanya amb dos cims bessons, de 1.145,7 i 1.150,9 m. altitud, situat a l'extrem nord-oest de La Serra, que és la continuació cap al sud-est de la Serra dels Obacs, al límit dels antics termes d'Aransís i de Sant Salvador de Toló, pertanyents actualment tots dos al terme municipal de Gavet de la Conca, del Pallars Jussà.
Es troba aquesta muntanya a prop i al sud dels Obacs de Llimiana, i al nord del poble de Mata-solana, prop del termenal amb Llimiana.